# Apsolutna ništica
Apsolutna ništica, apsolutna nula je donja granica (apsolutne) termodinamičke temperature koju je, zbog trećeg zakona termodinamike, nemoguće postići. Apsolutna nula predstavlja stanje materije u kojoj je termodinamički sustav na najnižoj mogućoj razini u prirodi i kada posjeduje najnižu energiju.
Prema klasičnoj kinetičkoj teoriji plinova na apsolutnoj ništici kinetička energija čestice bi se trebala smanjiti na ništicu, ali u zbilji to se ne zbiva zbog kvantnomehaničkih zakonitosti.

## Povijest
Pojam apsolutna nula je vjerojatno prvi odredio Guillaume Amontons u drugoj polovici sedamnaestog stoljeća. 
Živio je u vrijeme Williama Thomsona.
Apsolutna nula se kao pojam najčešće rabi u prirodnim znanostima, a ponekad i u društvenim (npr. u filozofiji). O apsolutnoj nuli se među znanstvenicima vode razne teoretske polemike: svemirski, terestijalni ili subatomski odnosi. Sustav definicije pojma nije logički ispravan, ali je općenito prihvaćen. Smatra se da se blisko približavanje određuje logaritamskom ili limesnom funkcijom.
Apsolutna nula iznosi −273,15 stupnja Celzija ili 0 Kelvina.
Na apsolutnoj nuli molekularna energija sustava je minimalna.